# Fīshvar
Fīshvar (persiska: فیش ور) är en ort i Iran.   Den ligger i provinsen Fars, i den södra delen av landet, 900 km söder om huvudstaden Teheran. Fīshvar ligger 672 meter över havet och antalet invånare är 5 201.